# Hoorn
För andra betydelser, se Hoorn (olika betydelser).
Hoorn (uttal: [ˈɦoːr(ə)n]
 ( lyssna)) är en stad och kommun i nordvästra Nederländerna i provinsen Nordholland. Hoorn, som är den största staden i regionen Västfriesland, ligger cirka 20 km öst om Alkmaar och 35 km nord om Amsterdam. Kommunen har en area på 53,25 km² (av vilket 33 km² utgörs av vatten) och en folkmängd på 72 970 invånare (2018). Därmed är den en av de mest tätbefolkade kommunerna i provinsen. Förutom staden Hoorn består kommunen av byarna Blokker och Zwaag.
Hoorn är en gammal stad som var en av Hollands största under 1600-talet. Många skepp gick härifrån till Ostindien och fortfarande härstammar en stor del av stadens hus från denna tid. Kap Horn och Hoornöarna är namngiven efter Hoorn. Staden ligger vid den stora sjön Markermeer. 
Kända hoornare är fotbollsspelarna Frank och Ronald de Boer, och sångaren George Baker. Miep Gies, en av dem som gömde Anne Frank och hennes familj under andra världskriget, bodde i Hoorn tills hon dog år 2010.